# Receptory chemokin

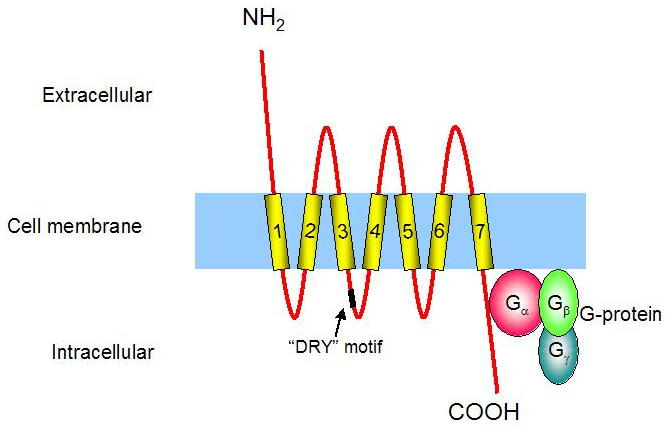
Struktura receptora chemokinowego z siedmioma domentami transbłonowymi i charakterystycznym motywem „DRY” w drugiej domenie wewnątrzkomórkowej

Receptory chemokin – grupa receptorów występujących na powierzchni niektórych komórek, których ligandami są chemokiny i które pośredniczą w wywieraniu przez nie biologicznego działania. Pomimo dużej różnorodności receptory te posiadają bardzo podobny schemat budowy i aktywacji jak same chemokiny. Tworzą 7 pętli przenikających błonę komórkową, a znajdujące się na wewnętrznej powierzchni błony fragmenty pętli drugiej i trzeciej związane są z białkiem G. Związki pomiędzy poszczególnymi receptorami są manifestowane przez konserwatywne motywy znajdowane w domenach transmembranowych.
Wszystkie receptory chemokin mają dwie konserwatywne cysteiny, jedną w N-końcowej domenie, drugą w trzeciej zewnątrzkomórkowej pętli. Cysteiny te połączone są mostkiem siarczkowym. Wiązanie to jest niezbędne w konformacji kieszeni wiążącej ligand.
Dotychczas opisano około 20 receptorów dla chemokin z transdukcją sygnału oraz 5 nietypowych receptorów bez transducji sygnału, przy czym receptorom tym nadawano różne nazwy i symbole. W trakcie Gordon Resarch Conference w 1996 roku zaproponowano uproszczone nazewnictwo receptorów, zgodnie z którym receptory chemokin CXC oznaczono symbolami CXCR[numer], gdzie [numer] to kolejne numery receptorów. Analogicznie, nazwy receptorów chemokin CC przyjęto jako CCR[numer], chemokin C jako XCR[numer], a chemokin CX3C jako CX3CR[numer]. W 2000 r. nomenklatura ta została zatwierdzona przez International Union of Pharmacology.
Receptory CCR5 i CXCR4 są wykorzystywane przez ludzki wirus niedoboru odporności jako koreceptory w procesie zakażenia limfocytów Th posiadających receptor CD4.
Podobnie czynniki etiologiczne malarii Plasmodium vivax, Plasmodium knowlesi i Plasmodium cynomolgi wykorzystują antygen grupy krwi Duffy (niespecyficzny receptor chemokin) znajdujący się na powierzchni erytrocytów, jako receptor umożliwiający zakażanie erytrocytów.